# Détroit de Kalmar

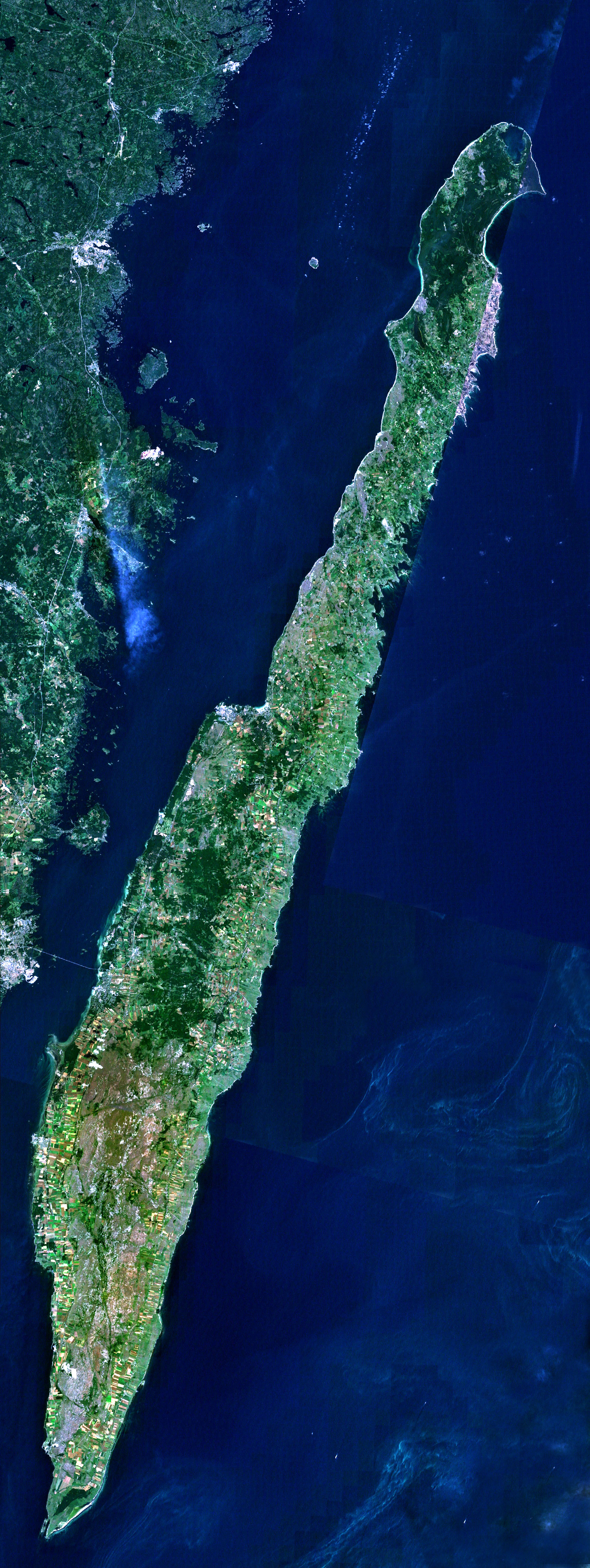

Le détroit de Kalmar (en suédois Kalmarsund), entre 3 et 15 km de large, sépare l'île d'Öland (relié à la province de Småland par un pont, l'Ölandsbron, à Kalmar) de la terre ferme suédoise. Dans la partie nord de ce détroit se trouve l'île granitique Blå Jungfrun, un des parcs nationaux de Suède.